# Karl Lärka
Karl Johan Lärka, född 24 juli 1892 på Sollerön, död 2 juni 1981 i Mora, var en svensk lantbrukare och dokumentärfotograf, ansedd som en av de mer betydelsefulla. Karl Lärkas stora engagemang låg i att åt eftervärlden dokumentera en kultur han såg höll på att försvinna: Siljansbygdens bondekultur med dess jord- och skogsbruk, människor och berättelser. Han fotograferade främst åren 1916–1934 och kombinerade detta med föreläsningsturnéer om Siljansbygden. Han dokumenterade också många äldre människors berättelser och var mycket aktiv i den rörelse för bevarande av kulturbygderna som uppstod på 1920-talet, kallad hembygdsrörelsen. Drygt 4 200 av Lärkas glasplåtar finns arkiverade i Mora bygdearkiv.

## Karl Lärka som fotograf

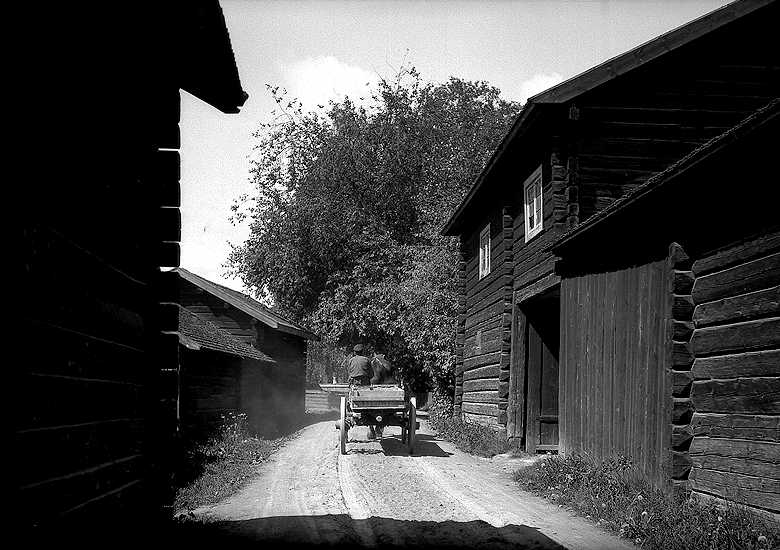
Bygata i Östnor, Rombogårdens portlider till höger.

Karl Lärkas bilder präglas av hans starka engagemang för att dokumentera en försvinnande kultur. Människor, djur och byggnader skildras i sitt sammanhang. Människorna arbetar, brukar jorden eller skogen, bygger hus, tvättar, lagar mat eller poserar med arbetshästar. Han skildrar bröllop, husbyggen, interiörer, fäbodar och bygator med en stark känsla för bildkomposition och kvalitet.
Lärkas porträtt har tydligt dokumentära drag. Människorna avbildas i sin vardag, ofta i positioner och med tillbehör de själva valt. De avviker markant mot den tidens studioporträtt, som ofta var tillrättalagda porträtt där folk klädde upp sig och skulle stå på ett visst sätt. Han lät personerna själva bestämma hur de ville arrangera sig, om de skulle le och hur de skulle vara klädda. Lärkas dokumentära arbetssätt syns också i hans nedteckning av äldre människors berättelser, en metod han kombinerade med fotograferandet.
Under Lärkas tid som fotograf utvecklades den fotografiska tekniken avsevärt. I början av 1900-talet var den fotografiska filmen inte uppfunnen, och som negativmaterial användes skivor av glas, glasplåtar, täckta med ljuskänslig emulsion. Bilderna kopierades sedan över på ljuskänsligt papper genom kontaktkopiering, där glasplåten lades ovanpå pappret och belystes.
Karl Lärka skaffade sin första lådkamera när han gick på folkhögskola. Senare övergick han till en amerikansk kamera för större format som han fick köpa av en handelsman som tänkt använda den till att fotografera tjuvar i sin affär på Sollerön. Han laborerade tidigt med egna blandningar av magnesium och kaliumpermanganat för blixtljus och gjorde ”omvända” förstoringar innan förstoringsapparaterna kom, genom att belysa fotopappret genom kameralinsen.  När han sedan fick tillgång till förstoringsapparatur kopierade Lärka över bilder till finkornig specialfilm för att kunna visa bilder i sin skioptikonapparat (en föregångare till diaprojektorn) på sina föreläsningar.
Arbetet med de stora glasplåtarna var tungt och när de förberedda kassetterna var avverkade var Lärka tvungen att ladda om i ett mörkt utrymme. När planfilmen väl kom underlättades arbetet, och ljuset hann inte försvinna medan han laddade om, vilket ibland hade inträffat tidigare.
De kameror han arbetade med var en amerikansk storformatskamera för glasplåtar av formatet 13×18 tum (33×46 centimeter), utrustad med separat ridåslutare (Thornton-Pickard Snap-Shot, 1–1/80 sek), objektiv Aplanat B no 4 från E Suter, Basel och separat hålbländare (1:4 eller 1:8). Han använde även tre mindre bälgkameror för formatet 10×15 cm. På äldre dagar, när han slutat fotografera professionellt, skaffade han en småbildskamera och tog både färgbilder och svartvita bilder.

## Barndom och uppväxt
Karl Lärka föddes 1892 i Gruddbo på Sollerön. Som trettonåring fick han undervisning av Uno Stadius som hade folkhögskola på Sollerön och inpräntade i honom vikten av att dokumentera det han iakttog av kultur och historia. Familjen hade ekonomiska bekymmer vilket ledde till att Jöns Lärka, Karl Lärkas far, tog livet av sig 1906. Händelsen drabbade Karl Lärka påtagligt eftersom han fick ta på sig en del av försörjningsplikten genom skogsarbete och arbete på gården. Därmed var det först efter värnplikten som Lärka hade möjlighet att fundera över sin egen framtid. Han drömde om att bli byggmästare och var en duktig tecknare. Någon ekonomi till sådana studier fanns dock inte. 1915 påbörjade han istället sin utbildning vid Bachmanska slöjdskolan i Hedemora. Där lärde Karl Lärka känna rådman Karl Trotzig, som uppfattade hans begåvning och försökte hjälpa honom att få en friplats på byggnadstekniska linjen på Kungliga Tekniska högskolan i Stockholm.

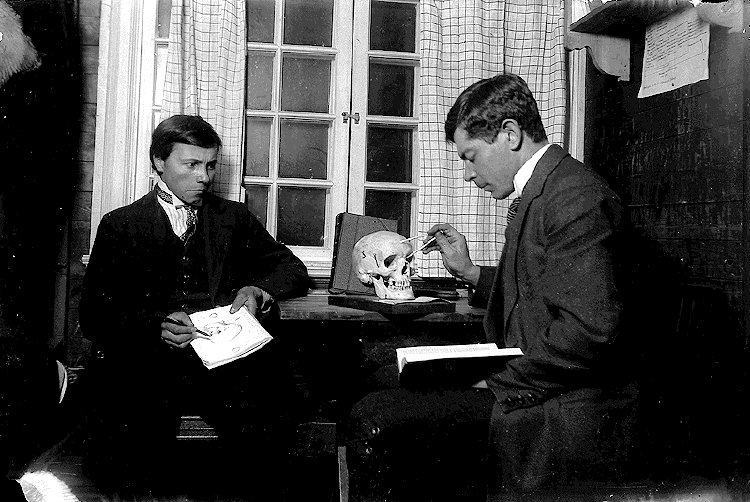
Karl Lärka och Johan Öhman på Brunnsviks folkhögskola, 1915.

Via kontakterna med Trotzig och senare Anders Zorn kom Lärka att arbeta med ett antal byggnadsrestaureringar. Han dokumenterade flera av dem, bland annat restaureringen av Zorns Gammelgård. Lärkas försök att själv utbilda sig till byggmästare misslyckades; Trotzig lyckades inte utverka någon friplats. Istället gick Karl Lärka vinterkurser på Brunnsviks folkhögskola 1915–1917 och blev där god vän med kurskamraten Dan Andersson.
Inspirerad av en annan kurskamrat, Johan Öhman, började Karl Lärka, tillsammans med Öhman och inledningsvis med hans kamera, fotografera bondekulturen på Sollerön. Genom att ta betalt för porträttfoton på kamrater kunde Lärka sedan köpa sin första egna kamera, en Agfa av enkel modell.

## Uppdragsarbeten och föreläsningsturnéer
Efter kurserna på Brunnsvik tog Lärka uppdrag som fotograf i olika dokumentärsammanhang. 1919 anlitades han av Dalarnas hembygdsförbund för att dokumentera personer i Finngruvans by i Söromsjöbygden, Venjan. Själva projektet ingick i en rasbiologisk undersökning. Lärkas egna åsikter om rasbiologi finns det inte mycket skrivet om. Det man vet är att han inte var så intresserad av kategoriseringen av "dalfolket" i lång- och kortskallar, utan hellre lyssnade på gubbarnas berättelser. Han var också omvittnat respektlös inför representanter för överheten, och tog en bild på vännen Dan Andersson där denne driver gäck med de stockholmska etnologerna i projektet.
Karl Lärka försökte själv förmå Nordiska museet att göra en inventering av Sollerö socken och försökte få medel till att sammanställa sina egna anteckningar och foton. Inget av detta lyckades dock. Karl Lärka blev erkänd som duktig fotograf men hans starka engagemang för att bevara och dokumentera Siljansbygdens bondekultur fick sitt erkännande först långt senare.
Lärka påbörjade nu också sina föreläsningsturnéer. De började som visningar för vänner och bekanta i byarna kring Siljan, med hjälp av ett så kallat skioptikon. För många besökare var det första gången de fick se "bio". Så småningom växte verksamheten och Lärkas föreläsningar ingick ifrån Stockholm organiserade turnéer, med en mängd olika föreläsare. Karl Lärka föreläste under hela 1920-talet över hela landet, oftast klädd i sin sollerödräkt och ibland i sällskap med spelmannen Axel Myrman. Samtidigt dokumenterade Lärka alltjämt både i skrift och med fotografi sin hembygd på eget initiativ.

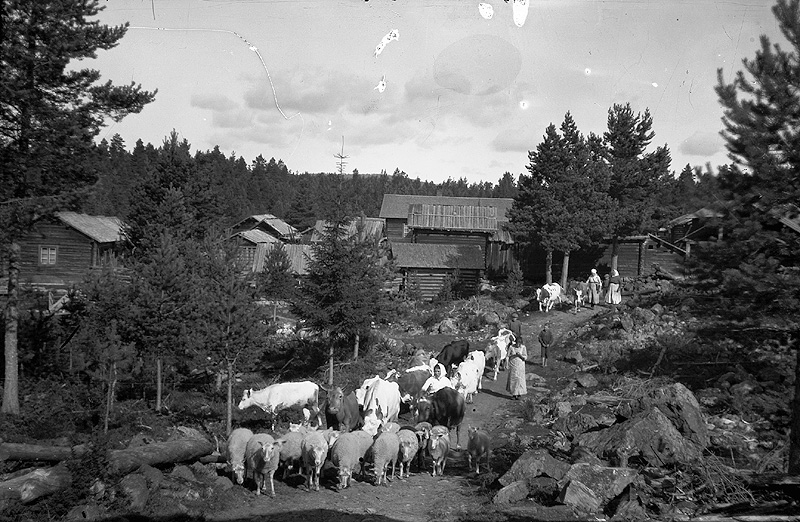
Axi fäbodar, 1920.

 1924 bistod han Gustaf Ankarcrona med att fotografera dalmålningar inför en utställning och en planerad bok. Ancarkrona blev under inventeringsresan sjuk och återhämtade sig aldrig helt, varför boken inte blev av. Materialet gavs så småningom ändå ut, inom en doktorsavhandling av Svante Svärdström, med Lärkas färgfotografier framtagna med crom-isolarplåt, eftersom färgfotofilmen ännu inte slagit igenom.

## Äktenskap och gravfältet på Sollerön
Fram till 1926 bodde Karl Lärka fortfarande kvar på Lärkagården på Sollerön. 1925 gifte han sig med Svea Romson och kunde året därpå flytta in i Rombogården i Östnor som ägdes av Sveas far, Erik Romson.  Lärka fortsatte sin föreläsningsverksamhet, vilket inte alltid sågs med blida ögon av omgivningen som menade att en gift man borde vara hemma och arbeta på gården. Under 1930-talet gick Lärkas kamera sönder och han hade inte ekonomi att skaffa en ny. Därmed slutade han dokumentera i den omfattning han tidigare gjort.

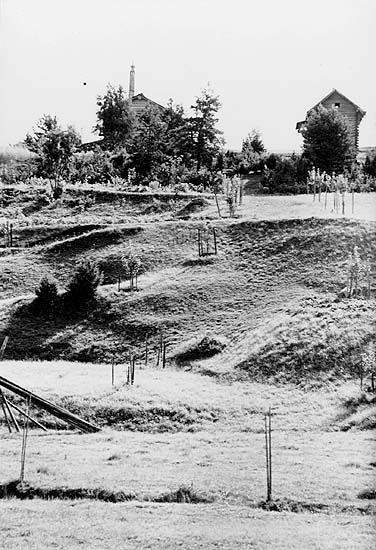
Lärkas stuga på Klickbåck, Sollerön.

I samband med upptäckten av det stora vikingagravfältet på Sollerön 1928 blev Karl Lärka mycket engagerad i att utforska och bevara det åt eftervärlden. Gravfältet låg bara ett stenkast från den stuga som makarna Lärka byggt åt sig på Klikten på Sollerön. Lärka kom att ägna mycket tid åt att försöka skydda gravfältsområdet från den förstörelse som åkerbruk och stenröjning innebar. Arbetet med lantbruket, engagemanget för gravfältet och den dåliga inkomsten gjorde att vare sig ekonomin eller tiden räckte till fortsatt fotograferande för Lärka. Han bevarade dock sitt mörkrum i alla år.
Karl Lärkas svärföräldrar gick bort under 1930-talet och makarna Lärka fick fullt ansvar för Rombogården, en för den tiden relativt stor gård med många mjölkkor, hästar, grisar, getter och åkrar. Paret fick aldrig egna barn och syskonbarnen från Hofors kom därför att vara välkomna gäster om somrarna. De följde också med till de fäbodar som fortfarande brukades för gårdens djur. En av dessa var just stugan på Klikten. Under 1940-, 1950- och 1960-talen brukade Karl Lärka och hans hustru gården själva, på senare år utan hjälp och ofta med knappa resurser. Det kunde bli både tungt och slitigt, och Lärkas uppfinningsrikedom var förmodligen en god hjälp. Han hade tidigare byggt mycket av sin fotoutrustning själv och tagit fram tekniska lösningar för allehanda problem. Denna erfarenhet använde han sig av även i gårdsarbetet.

## Erkännande
Karl Lärkas stora erkännande som dokumentärfotograf och folklivsskildrare kom 1964, då Zornmuseet ställde ut hans bilder. Sedan följde en utställning i Stockholm 1968, följd av ett flertal utställningar under 1970-talet, bland annat en i Oslo. Medan han ännu levde gavs 1974 ut en bok, Karl Lärkas Dalarna, med en del av hans fotografier, men Lärka var själv besviken över bildkvalitén på fotografierna. Karl Lärka gick bort 1981, 88 år gammal. 

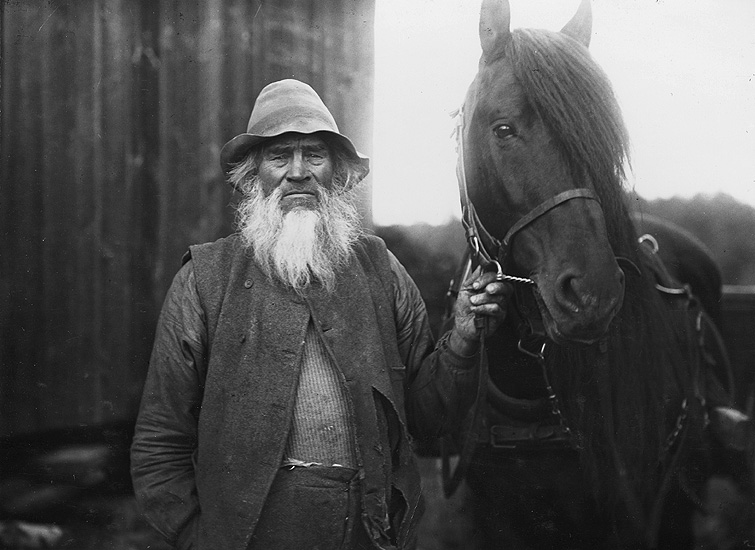
Kråk Ulof i Bäck, 1920.

Under senare år har ytterligare böcker om hans gärning och person givits ut: Karl Lärka berättar och Karl Lärka – Odalman, fotograf, hembygdsvårdare. Tidningen Foto utnämnde år 2000 Lärka till en av förra århundradets främsta fotografer. År 2004 hölls en utställning i Stockholm med flera tidigare icke visade porträttbilder från Lärkas mest produktiva år. I samband med den utställningen utkom boken Kråk Ulof i Bäck å ana rikti fok. Fotografier av Karl Lärka 1916–1934.

## Utmärkelser
- 1926 – Hazeliusmedaljen i brons
- 1956 – Dalarnas Fornminnes- och Hembygdsförbunds förtjänstmedalj.
- 1966 – Samfundet för hembygdsvårds förtjänstplakett.
- 1972 – Vitterhetsakademiens silvermedalj.
- 2000 – Utsedd av tidningen Foto som en av förra århundradets främsta fotografer.

## Utställningar
- 1964 – Zornmuseet, Mora
- 1968 – W-68 utställningen i Rättvik
- 1975 – Utställning i Oslo
- 1980 – Länssparbanken i Ludvika
- 1981 – Postum utställning i Paris
- 1992 – Kulturhuset i Mora (100-årsjubileum).
- 2001–2002 – Zornmuseet, Mora (i samband med utställningen utkom boken ”Karl Lärka – odalman, fotograf, hembygdsvårdare”).
- 2002 – Kulturhuset Mora (110-årsjubileum).
- 2004 – Kulturhuset i Stockholm (i samband med utställningen utkom boken ”Kråk Ulof i Bäck å ana rikti fok. Fotografier av Karl Lärka 1916–1934”)